# Pterolophia apicemaculata
Pterolophia apicemaculata là một loài bọ cánh cứng trong họ Cerambycidae.